# GnomeVFS
 (septembre 2012).
GnomeVFS (« GNOME Virtual File System ») est une couche d'abstraction de GNOME permettant pour la lecture, l'écriture et l'execution de fichiers. Il était utilisé principalement par le gestionnaire de fichier Nautilus ainsi que par les autres applications de GNOME avant son remplacement par GVFS avec GNOME 2.22.0.
GnomeVFS n'est pas à confondre avec le système de fichiers virtuel du noyau Linux, appelé VFS.
En avril 2008, le projet GNOME a décidé de remplacer GnomeVFS par GVFS et GIO et recommandent aux développeurs de ne plus l'utiliser pour les nouvelles applications.